# Колективна пољопривреда
Колективна пољопривреда и заједничка пољопривреда су различите врсте „пољопривредне производње у којој више пољопривредника води своја имања као заједничко предузеће“. Постоје два широка типа заједничких газдинстава: пољопривредне задруге, у којима се чланови-власници заједнички баве пољопривредним активностима као колектив; и државне фарме, које су у власништву и директно вођене од стране централизоване владе. Процес којим се пољопривредно земљиште агрегира назива се колективизација. У неким земљама (укључујући Совјетски Савез, земље источног блока, Кину и Вијетнам), постојале су и државне и кооперативне варијанте. На пример, Совјетски Савез је имао и колхозe (задруге) и совхозe (државне фарме).

## Историја пре 20. века
Мала група земљорадничких или сточарских породица које живе заједно на земљишту којим се заједнички управља један је од најчешћих животних аранжмана у читавој људској историји, који су постојали и такмичили се са индивидуалистичкијим облицима својине (као и организованим државним власништвом). од почетака пољопривреде.
Приватно власништво је постало доминантно у великом делу западног света и стога је боље проучавано. Процес којим су заједничка земља и друга имовина Западне Европе постали приватна је фундаментално питање иза погледа на имовину. Карл Маркс је веровао да је систем који је назвао примитивним комунизмом (заједничко власништво) неправедно окончан експлоататорским средствима које је назвао примитивном акумулацијом. Насупрот томе, капиталистички мислиоци постављају да је по принципу имања онај ко први ради на земљи прави власник.

### Студије случаја

#### Мексико
Под царством Астека, централни Мексико је био подељен на мале територије зване калпули, које су биле јединице локалне администрације које су се бавиле пољопривредом, као и образовањем и религијом. Калпули су се састојали од низа великих проширених породица са претпостављеним заједничким претком, а свака се састојала од низа нуклеарних породица. Сваки калпули је поседовао земљу и давао је појединим породицама право да обрађују делове сваког дана. Када су Шпанци освојили Мексико, заменили су ово системом поседа које је шпанска круна доделила шпанским колонистима, као и енкомијенда, феудално право на власт, колонисти су добили у одређеним селима, а репартимиенто или систем домородачких присилних рад.
Након Мексичке револуције, нови устав из 1917. године укинуо је било какав остатак феудалних права које су власници хацијенде имали над заједничком земљом и понудио развој ејидоса : заједничких фарми формираних на земљишту које је мексичка влада купила од великих имања.

#### Ирокези и Хурони из Северне Америке
Хурони су имали у суштини комунални систем власништва над земљом. Француски католички мисионар Габријел Сагард описао је основе. Хурони су имали „онолико земље колико им треба[ур]“. Као резултат тога, Хурони су могли да дају породицама сопствену земљу и да и даље имају велику количину вишка земље у заједничком власништву. Сваки Хурон је био слободан да очисти земљу и фарму на основу плодоуживања. Задржао је посед земље све док је наставио да активно обрађује и обрађује поља. Једном када је напустио земљу, она је враћена у комунално власништво и свако је могао да је преузме за себе. Док се чинило да су Хурони имали земље одређене за појединца, значај овог поседа можда није од малог значаја; Смештање посуда за складиштење кукуруза у дугим кућицама, које су садржале више породица у једној сродничкој групи, сугерише да су станари дате дугачке куће имали заједничку производњу.
Ирокези су имали сличан комунални систем расподеле земље. Племе је поседовало сву земљу, али је дало трактате различитим клановима за даљу расподелу међу домаћинствима ради обраде. Земља би се редистрибуирала међу домаћинствима сваких неколико година, а клан би могао тражити прерасподелу трактата када се окупи Веће мајки клана. Они кланови који су злоупотребили своју додељену земљу или на други начин нису водили рачуна о њој били би упозорени и на крају кажњени од стране Савета мајки клана тако што би се земља прерасподелила другом клану. Земљишна својина је заправо била само брига жена, пошто је женски посао био да гаје храну, а не мушки.
Савет мајки кланова је такође резервисао одређене површине земље да обрађују жене из свих различитих кланова. Храна из таквих земаља, названа кендиу"гва'ге' ходи'иен'тхо, користила би се на фестивалима и великим скуповима већа .

#### Руско царство
Огромна већина руских сељака држала је своју земљу у заједничком власништву у оквиру заједнице мир, која је деловала као сеоска власт и задруга. Обрадиво земљиште је подељено на делове на основу квалитета земљишта и удаљености од села. Свако домаћинство је имало право да захтева једну или више трака из сваког дела у зависности од броја одраслих у домаћинству. Сврха ове алокације није била толико социјална (сваком према његовим потребама) колико је била практична (да свако плаћа свој порез). Поруке су периодично поново додељиване на основу пописа, како би се обезбедио правичан део земље. То је спроводила држава, која је имала интерес да домаћинства плате порез.

## Колективизација у државном социјализму
Совјетски Савез је увео колективну пољопривреду у својим конститутивним републикама између 1927. и 1933. године. Балтичке државе и већина источног блока (осим Пољске) усвојили су колективну пољопривреду након Другог светског рата, са доласком комунистичких режима на власт. У Азији ( Народна Република Кина, Северна Кореја и Вијетнам) усвајање колективне пољопривреде такође је било вођено политиком комунистичке владе.

### Совјетски Савез
Лав Троцки и опозициони блок првобитно су заговарали програм индустријализације који је такође предлагао пољопривредне задруге и формирање колективних фарми на добровољној основи. Према Фицпатрику, научни консензус је био да је Стаљин присвојио позицију леве опозиције по питањима као што су индустријализација и колективизација. Други научници су тврдили да се економски програм Троцког разликовао од присилне политике колективизације коју је спровео Стаљин после 1928. због нивоа бруталности повезаних са његовом применом.
Као део првог петогодишњег плана, принудну колективизацију је у Совјетском Савезу увео генерални секретар Јосиф Стаљин касних 1920-их као начин, према политици социјалистичких лидера, да се подстакне пољопривредна производња кроз организацију земље и рада. у велике колективне фарме ( колхози). У исто време, Јосиф Стаљин је тврдио да ће колективизација ослободити сиромашне сељаке од ропства под кулацима (власницима пољопривредног земљишта).
Совјетска комунистичка партија је прибегла стрељању и масовном депортовању пркосних кулака у Сибир да би спровела план (видети: Декулакизација ). У Украјини је уништен вековни систем земљорадње.
У 1932–1933, процењено је 11 милиона људи, 3–7 милиона само у Украјини, умрло од глади након што је Стаљин натерао сељаке у колективе (види: Холодомор ). Тек 1940. пољопривредна производња је коначно превазишла нивое пре колективизације.
Колективизација широм Молдавске Совјетске Социјалистичке Републике није агресивно вођена све до раних 1960-их због усредсређености совјетског руководства на политику русификације Молдаваца у руски начин живота. Велики део колективизације у Молдавији прошао је у Придњестровљу, у Кишињеву, данашњем главном граду Молдавије. Већину директора који су регулисали и водили процес колективизације поставили су званичници из Москве.
Ефикасност колективних фарми у СССР-у је дискутабилна. Совјетски чланак из марта 1975. открио је да је 27% укупне вредности совјетских пољопривредних производа произведено на приватним фармама упркос чињеници да су се састојале од мање од 1% обрадивог земљишта (отприлике 20 милиона хектара), што их чини отприлике 40 пута. ефикасније од колективних фарми.

### Румунија
У Румунији је колективизација земљишта почела 1948. године и трајала више од једне деценије до њеног виртуелног искорењивања 1962.
У Румунији је понекад морала да се употреби сила за спровођење колективних пољопривредних пракси. Колективна пољопривреда у Румунији била је покушај да се спроведе комунистички план СССР-а. Ови покушаји су често били неуспешни. Стриктно придржавајући се овог совјетског плана, примена комунизма у Румунији је неизбежно створила дилеме и доприносе који су довели до насиља. Клигман и Вердери наводе: „Колективизација насиља се тада појављује мање као одвратност него као производ социокултурног обликовања и дубоких проблема са начином на који је совјетски план дошао да се имплементира... уместо постепеног и интегрисаног процеса померања са један облик друштва у други, румунско друштво у совјетској орбити се потпуно реартикулисало, процес у коме је насиље било неизбежно“.
С друге стране, како Клигман и Вердери објашњавају, „Колективизација је донела неоспорну корист неким сеоским становницима, посебно онима који су имали мало или нимало земље. Ослобађала их је рада на њивама других и повећала њихову контролу над надницама, дајући њиховом свакодневном постојању стабилност која им је раније била непозната."

### Бугарска
Колективне фарме у Народној Републици Бугарској, уведене 1945. године, звале су се Радна задруга земљорадничка газдинства ( буг. Трудово кооперативно земеделско стопанство ).

### Мађарска
У Мађарској, пољопривредна колективизација је покушана неколико пута између 1948. и 1956. (са катастрофалним резултатима), све док није коначно била успешна почетком 1960-их под Јаношом Кадаром . Први озбиљни покушај колективизације засноване на стаљинистичкој пољопривредној политици предузет је у јулу 1948. године. И економски и директни полицијски притисак коришћен је да се сељаци принуде да се придруже задругама, али је велики број уместо тога одлучио да напусти своја села. До раних 1950-их, само једна четвртина сељака је пристала да се придружи задругама.
У пролеће 1955. обновљена је тежња за колективизацијом, поново коришћењем физичке силе за подстицање чланства, али је и овај други талас завршио суморним неуспехом. Након догађаја из Мађарске револуције 1956. године, владајућа Мађарска социјалистичка радничка партија одлучила се за постепенију колективизацију. Главни талас колективизације догодио се између 1959. и 1961. године, а на крају овог периода више од 95% пољопривредног земљишта у Мађарској прешло је у власништво колективних фарми. Фебруара 1961. Централни комитет је прогласио да је колективизација завршена.

### Чехословачка
У Чехословачкој, централизоване земљишне реформе након Првог светског рата омогућиле су расподелу већине земље сељацима и сиромашнима, и створиле велике групе релативно добростојећих фармера (иако је сиромаштво у селу и даље постојало). Ове групе нису показивале подршку комунистичким идеалима. 1945. године, одмах након Другог светског рата, започела је нова земљишна реформа са новом социјалистичком владом. Прва фаза подразумевала је конфискацију имовине Немаца, Мађара и сарадника нацистичког режима у складу са такозваним Бенешевим декретима . Друга фаза, проглашена такозваним Дуришевим законима (по комунистичком министру пољопривреде), заправо је значила потпуну ревизију предратне земљишне реформе и настојала да се максимално приватно власништво сведе на 150 ha (370 acres) пољопривредног земљишта. и 250 ha (620 acres) било које земље.
Трећа и последња фаза забрањивала је поседовање земље изнад 50 ha (120 acres) за једну породицу. Ова фаза је спроведена у априлу 1948. године, два месеца након што је Комунистичка партија Чехословачке силом преузела власт . Фарме су почеле да се колективизују, углавном под претњом санкција. Најтврдокорнији земљорадници били су прогањани и затварани. Најчешћи облик колективизације била је земљорадничка задруга ( чеш. Jednotné zemědělské družstvo, ЈЗД; слч. Jednotné roľnícke družstvo, ЈРД). Колективизација је спроведена у три фазе (1949–1952, 1953–1956, 1956–1969) и званично је окончана применом устава из 1960. године којим је успостављена Чехословачка Социјалистичка Република, чиме је приватно власништво постало незаконито.
Многе ране задруге су пропале и поново су створене. Њихова продуктивност је била ниска јер су давали мале плате и никакве пензије, а нису успели да створе осећај колективног власништва; мале крађе су биле уобичајене, а храна је постала оскудна. Видевши масовни одлив људи из пољопривреде у градове, влада је почела масовно да субвенционише задруге како би се животни стандард пољопривредника изједначио са животним стандардом градских становника; то је била дугорочна званична политика владе. Обезбеђена су средства, механизација и ђубриво; млади са села су били принуђени да студирају пољопривреду; а ученици су редовно слати (невољно) да помажу у задругама.
Субвенције и стални притисци уништили су преостале приватне пољопривреднике; само их је шачица остала после 1960-их. Животни стил сељана је на крају достигао ниво градова, а сеоско сиромаштво је елиминисано. Чехословачка је поново могла да произведе довољно хране за своје грађане. Цена овог успеха била је огромно губљење ресурса јер задруге нису имале подстицај да унапреде ефикасност. Сваки комад земље је обрађиван без обзира на трошкове, а земљиште је постало јако загађено хемикалијама. Такође, интензивна употреба тешке механизације оштетила је горњи слој тла. Штавише, задруге су биле озлоглашене по превеликој запослености.
Крајем 1970-их, привреда Чехословачке је ушла у стагнацију, а државна предузећа нису била у стању да се изборе са појавом модерних технологија. Неколико пољопривредних предузећа (где су правила била мање строга него у државним) искористила су ову ситуацију да почну да обезбеђују високотехнолошке производе. На пример, једини начин да се купи рачунар компатибилан са рачунаром касних 1980-их био је да га набавите (по изузетно високој цени) од једне пољопривредне компаније која је деловала као препродавац.
Након пада комунизма у Чехословачкој 1989. године, субвенције за пољопривреду су заустављене са разорним ефектом. Већина задруга је имала проблема да се такмичи са технолошки напредном страном конкуренцијом и није била у могућности да прибави улагања за побољшање своје ситуације. Доста велики проценат њих је пропао. Остали који су остали обично су били недовољно финансирани, без компетентног менаџмента, без нове машинерије и живота из дана у дан. Запосленост у пољопривредном сектору је значајно опала (са приближно 25% становништва на приближно 1%).

### Источна Немачка
Колективне фарме у Немачкој Демократској Републици обично су се звале Landwirtschaftliche Produktionsgenossenschaft (ЛПГ), и блиско је одговарао совјетском колхозу. Источна Немачка је такође имала неколико државних фарми које су биле еквивалентне совјетском sovkhoz, који су се звали Volkseigenes Gut (ВЕГ). Структуром газдинстава у ономе што се звало Источна Елбија до немачке поделе доминирале су латифундије, а тиме и земљишна реформа која је оправдана денацификационим основама  и са циљем да се уништи пруска јункерска класа – која је била омражена. од стране левице током Вајмарске републике и која је била окривљена за пруски милитаризам и ауторитарне тенденције Немачког царства и касније нацистичке Немачке – у почетку је била популарна код многих малих фармера и сељака без земље. Источнонемачки председник Вилхелм Пик сковао је слоган Junkerland in Bauernhand! („Јункер земља у руке фармера!“) за промовисање земљишне реформе, која је у почетку била обећана да ће бити умеренија од пуне колективизације. Иако су владајућа Социјалистичка партија јединства и Совјетска војна управа у Немачкој обећали да ће дозволити великим земљопоседницима да задрже своју земљу, они су протерани пошто је ТНГ уведен 1953. године. После 1959. године сви фармери су морали да предају земљу у независном власништву и придруже се ТНГ-у. Слично Совјетском Савезу, на крају је већина земље пребачена у ентитете под де јуре или де фацто државном контролом, а бивши фармери су постали запослени – сада у држави уместо некадашњој јункерској класи.

### Пољска
Пољски назив колективне фарме био је rolnicza spółdzielnia produkcyjna, 'пољопривредна производна задруга'. Колективизација у Пољској је заустављена 1956. године; касније је подржана национализација.

### Југославија
Колективна пољопривреда је уведена као политика владе Савеза комуниста Југославије у читавој Социјалистичкој Федеративној Републици Југославији након Другог светског рата, одузимањем земље богатим предратним власницима и ограничавањем поседа у приватном власништву прво на 25, а касније на 10 хектара. Велика, државна газдинства су била позната као земљорадничке задруге и пољопривредници који су на њима радили морали су да испуне производне квоте да би задовољили потребе становништва. Овај систем је у великој мери укинут 1950-их. Видети: Закон од 23. августа 1945. са изменама и допунама до 1. децембра 1948.

### Кина
На крају покрета за земљишну реформу, поједине породице у Кини поседовале су земљу коју су обрађивале, плаћале порезе као домаћинства и продавале жито по ценама које је одредила држава.  Народна Република Кина је доживела еру колективизације. Рурална колективизација је почела убрзо након што је КПК објавила своју „генералну линију за прелазак на социјализам“ из 1953. године. Током наредних шест година, колективизација је попримила неколико облика који су постепено напредовали: групе за узајамну помоћ, примитивне задруге и народне комуне. Како напомиње професор на Лондонској школи економије и политичких наука Лин Цхун, истраживачи се слажу да се комунизација одвијала углавном на добровољној основи чиме је избјегнуто и насиље и саботажа до којих је дошло током совјетске колективизације. Попут професора Барија Натона, она примећује да је кинеска колективизација текла глатко делом зато што је, за разлику од совјетског искуства, мрежа државних институција већ постојала на селу. Слично, професор Едвард Фридман описује кинески процес колективизације као „чудо над чудима“.
Током 1954–1955, фармери у многим областима почели су да удружују своју земљу, капиталне ресурсе и радну снагу у задруге пољопривредних произвођача почетног нивоа ( цхуји нонгие хезуосхе ).  У сложеном систему почетних пољопривредних произвођачких задруга, пољопривредници су добијали део жетве на основу комбинације колико су рада и земље дали задрузи. 
До јуна 1956. године, преко 60% сеоских домаћинстава је било колективизовано у задруге пољопривредних произвођача вишег нивоа ( гаоји нонгие хезуосхе ), структуру која је била слична совјетској колективној пољопривреди путем колхоза.  У овим задругама десетине домаћинстава су удружили земљу и вучну стоку. Одрасли чланови задруге добијали су бодове за рад на основу тога колико су рада уложили на којим пословима. На крају године, задруга је одбила порезе и продају по фиксним ценама држави, а задруга је задржала семе за следећу годину, као и нека инвестициона и социјална средства.  Колектив је потом домаћинствима поделио остатак летине и део новца добијеног од продаје држави.  Дистрибуција је делимично заснована на радним поенима које су прикупили одрасли чланови домаћинства, а делом по стандардној стопи према старости и полу.  Ове задруге су такође позајмљивале мале количине земље индивидуалним домаћинствима на којима су домаћинства могла да узгајају усеве за директну потрошњу или продају на тржишту.  Осим комунизације великих размера током Великог скока напред, колективи пољопривредних произвођача вишег нивоа су генерално били доминантни облик руралне колективизације у Кини. 
Током Великог скока напред, Комунистичка партија предвођена Мао Цедунгом брзо је претворила кинеску економију у социјалистичко друштво кроз брзу индустријализацију и колективизацију великих размера. Касније су земљу погодиле велике поплаве и суше. Ово, у комбинацији са употребом озбиљно погрешне политике лисенкоизма и Кампање четири штеточине, изазвало је „ Велику кинеску глад 1959.“, где је скоро 30 милиона људи умрло од глади. Странка је званично окривила поплаве и суше за глад; међутим, члановима странке на партијским састанцима било је јасно да је глад узрокована углавном њиховом сопственом политиком. Недавне студије такође показују да су до велике глади довели подстицаји за каријеру у систему политбироа, као и политички радикализам.
Колективизација земље путем комуналног система омогућила је брзу индустријализацију Кине кроз државну контролу производње и набавке хране. Ово је омогућило држави да убрза процес акумулације капитала, постављајући на крају успешну основу физичког и људског капитала за економски раст кинеских реформи и отварања. Током раних и средњих 1950-их, колективизација је била важан фактор у великој промени у кинеској пољопривреди током тог периода, драматичном повећању наводњаваног земљишта.  На пример, колективизација је била фактор који је допринео увођењу двоструког усева на југу, радно интензивног процеса који је у великој мери повећао пољопривредне приносе. 
И покрет за земљишну реформу и колективизација су углавном оставили на месту друштвене системе у областима етничких мањинских група у кинеској централној Азији и Зомиа. Ове области су углавном биле подвргнуте колективизацији у облику задруга пољопривредних произвођача током зиме од 1957. до 1958. године, прескочивши фазу малих сељака која је уследила након земљишне реформе на другим местима у Кини. Централни Тибет је био под заједничком управом Народноослободилачке армије и теократије Далај Ламе до 1959. године, и стога није доживео земљишну реформу или колективизацију све до 1960. године у пољопривредним областима и 1966. у пасторалним областима. 
Након смрти Мао Цедунга, Денг Сјаопинг је реформисао метод колективне пољопривреде. Од тог времена, скоро сви кинески усеви су почели да цветају, а не само жито. Реформа је укључивала одузимање земље богатим власницима земље за коришћење пољопривредног земљишта за сељаке, али не и власништво. Ова политика је повећала производњу и помогла да се преокрену ефекти Великог скока напред. Два главна разлога зашто је Кина успела била су зато што је 1) влада изабрала постепене промене, чиме је задржала монопол Комунистичке партије Кине и 2) зато што је процес реформи почео одоздо и касније се проширио на врх. Током читавог процеса реформи, Комунистичка партија је позитивно реаговала на реформске иницијативе одоздо према горе које су произашле из руралног становништва. Денг Сјаопинг је описао реформски процес као „прелазак реке осећајући камење“. Ова изјава се односи на кинески народ који је позивао на реформе које је желео, тако што је „ставио камење пред његове ноге“, а он би онда само одобрио реформе које је народ желео. Сељаци су мимо власти покренули сопствени „систем одговорности домаћинства“. Након што је кинеска трговина приватно оцењена успешном, све што је Денг морао да уради је да одобри њену легализацију. Ова повећана конкуренција између фармера у земљи и иностранству, што значи да је радничка класа са ниским платама почела да буде позната широм света, повећавајући кинеске СДИ.
Студија из 2017. показала је да су кинески сељаци клали огроман број вучних животиња као одговор на колективизацију, јер би им то омогућило да задрже месо и сакрију се, а не да пребацују теглеће животиње у колективе. Студија процењује да је "губитак животиња током кретања био 12 до 15 процената, или 7,4-9,5 милиона мртвих. Производња житарица је опала за 7 процената због нижег уноса животиња и мање продуктивности."

### Северна Кореја
Крајем 1990-их, систем колективне пољопривреде је пропао под притиском суше. Процене смртних случајева услед гладовања кретале су се у милионима, иако влада није дозволила спољним посматрачима да испитају размере глади. Погоршавајући озбиљност глади, влада је оптужена да је преусмерила међународне залихе помоћи својим оружаним снагама. Пољопривреда у Северној Кореји је у великој мери претрпела природне катастрофе, недостатак плодне земље и лоше управљање, што је често довело до тога да се нација ослања на страну помоћ као примарни извор хране.

### Вијетнам
Демократска Република Вијетнам је спровела колективну пољопривреду иако је де јуре постојало приватно власништво. Почевши од 1958. године, колективна пољопривреда је била гурнута тако да је до 1960. године 85% фармера и 70% пољопривредног земљишта било колективизовано, укључујући и оне које су заплењене силом. Међутим, комунистичко руководство је сматрало да је колективизација полумера у поређењу са пуним власништвом државе.
Након пада Сајгона 30. априла 1975, Јужни Вијетнам је накратко дошао под власт Привремене револуционарне владе, марионетске државе под војном окупацијом од стране Северног Вијетнама, пре него што је званично поново уједињен са Севером под комунистичком влашћу као Социјалистичка Република Вијетнам . 2. јула 1976. По преузимању контроле, вијетнамски комунисти су забранили друге политичке партије, ухапсили осумњичене за које се верује да су сарађивали са Сједињеним Државама и кренули у масовну кампању колективизације фарми и фабрика. Приватно власништво над земљом је "трансформисано" у државно и колективно власништво. Обнова ратом разорене земље била је спора, а комунистички режим се суочио са озбиљним хуманитарним и економским проблемима.
У историјском помаку 1986. године, Комунистичка партија Вијетнама је спровела реформе слободног тржишта познате као Đổi Mới ( Реновирање ). Пошто је ауторитет државе остао неоспорен, подстицана су приватна предузећа, дерегулација и стране инвестиције. Власништво над земљом је ипак искључиви прерогатив државе. Привреда Вијетнама је остварила брз раст у пољопривредној и индустријској производњи, грађевинарству и становању, извозу и страним инвестицијама. Међутим, моћ Комунистичке партије Вијетнама над свим органима власти остаје чврста, спречавајући потпуно власништво над земљом. Сукоби између државе и приватних фармера око права на земљиште су порасли са потенцијалом да изазову друштвену и политичку нестабилност.
Међутим, упркос реформама, преко 50% свих фарми у Вијетнаму остају колективне задруге (преко 15.000 пољопривредних задруга у Вијетнаму), а скоро сви фармери су чланови неке врсте задруге. Држава такође снажно подстиче колективну задружну пољопривреду у односу на приватну пољопривреду.

### Куба
У првим годинама које су уследиле након Кубанске револуције, владине власти су експериментисале са пољопривредним и пољопривредним производним задругама. Између 1977. и 1983. године, фармери су почели да се колективизују у ЦПА – Cooperativa de Producción Agropecuaria</link> (Пољопривредне производне задруге). Пољопривредници су охрабрени да продају своју земљу држави ради оснивања задруге, примајући уплате на период од 20 година, док су такође делили плодове ЦПА. Придруживање ЦПА омогућило је појединцима који су раније били раштркани по целом селу да се преселе на централизовану локацију са повећаним приступом струји, медицинској нези, становању и школама. Демократска пракса тежи да буде ограничена на пословне одлуке и ограничена је централизованим економским планирањем кубанског система.
Друга врста пољопривредне производне задруге на Куби је УБПЦ – Unidad Básica de Producción Cooperativa (Основна јединица задруге производње). Закон који дозвољава стварање УБПЦ-а донет је 20. септембра 1993. године. Коришћен је за трансформацију многих државних фарми у УБПЦ, слично трансформацији руских совхоза (државних фарми) у колхозе (колективне фарме) од 1992. године. Закон је дао неограничено плодоуживање радницима УБПЦ-а у складу са његовим циљем да повеже раднике са земљом. Установио је материјалне подстицаје за повећање производње везивањем зарада радника за укупну производњу УБПЦ и повећаном управљачком аутономијом и учешћем радника у управљању радним местом.

### Танзанија
Прелазак на метод колективне пољопривреде у Танзанији био је заснован на совјетском моделу руралног развоја. Године 1967, председник Јулиус Ниерере издао је „Социјализам и рурални развој“ којим је предложено стварање села Ујамаа. Пошто је већина сеоског становништва била распрострањена, а пољопривредом се традиционално бавила индивидуално, сеоско становништво је морало бити принуђено да се креће заједно, да се заједнички бави земљорадњом. Након присилне миграције, подстицај за учешће у активностима заједничке пољопривреде подстакнут је признањем владе.
Ови подстицаји, осим што су подстицали одређени степен учешћа, такође су привукли оне чији примарни интереси нису били опште добро у села Ујамаа. Ово, поред Наредбе из 1973. која је налагала да сви људи морају да живе у селима ( Операција Вијиџи ) нарушило је одрживост комуналних пројеката. Да би комунална газдинства била успешна, сваки члан села морао би да допринесе најбоље што може. Због недостатка довољно девиза, механизација рада је била немогућа, па је било неопходно да сваки сељанин допринесе ручном раду.

## Остало колективне фарме

### Европа
У Европској унији колективна пољопривреда је прилично уобичајена и пољопривредне задруге држе 40% тржишног удела међу 27 држава чланица . У Холандији, задружна пољопривреда има тржишни удео од приближно 70%, што је друго после Финске. У Француској, задружна пољопривреда представља 40% производње националне прехрамбене индустрије и скоро 90 милијарди евра бруто прихода, покривајући један од три бренда хране у земљи.
Постоје и намерне заједнице које се баве колективном пољопривредом. Све је већи број пољопривредних иницијатива које подржава заједница, од којих неке функционишу под управом потрошача/радника, а које би се могле сматрати колективним фармама.

### Индија
У индијским селима једно поље (обично парцела од три до пет јутара) могу колективно да обрађују сељани, од којих сваки нуди рад као предану понуду, вероватно један или два дана по сезони усева. Добијени усев не припада ниједној особи и користи се као понуда. Радни инпут је понуда сељака у улози свештеника. Богатство створено продајом производа припада боговима и стога је Апаурусхеиа или безлично. Схрамбхакти (рад који се доприноси као понуда преданог поштовања) је кључни инструмент за стварање унутрашњих ресурса. Корист од жетве се најчешће прераспоређује у селу за опште добро као и за појединачне потребе – не као зајам или доброчинство, већ као божанска милост ( прасад ). Прималац није у обавези да га врати и на такве поклоне не треба плаћати камату.

### Израел
Колективна пољопривреда је такође спроведена у кибуцима у Израелу, која је почела 1909. године као јединствена комбинација ционизма и социјализма – позната као раднички ционизам. Концепт се повремено суочавао са критикама јер је економски неефикасан и превише се ослања на субвенционисане кредите.
Мање позната врста колективне фарме у Израелу је мошав шитуфи (дословно колективно насеље ), где се производњом и услугама управља колективно, као у кибуцу, али су одлуке о потрошњи препуштене индивидуалним домаћинствима. У погледу организације задруга, мошав шитуфи се разликује од много чешћег мошава (или мошава овдима ), у суштини услужне задруге на нивоу села, а не колективне фарме.
Године 2006. у Израелу је било 40 мошавих шитуфија, у поређењу са 267 кибуца.
Колективна пољопривреда у Израелу се разликује од колективизма у комунистичким државама по томе што је добровољна. Међутим, укључујући и мосхавим, различити облици колективне фарме су традиционално били и остали примарни пољопривредни модел, пошто у Израелу постоји само мали број потпуно приватних фарми ван мошава.

### Мексико
У Мексику је систем Ејидо дао сиромашним пољопривредницима права на колективно коришћење пољопривредног земљишта.

### Канада и Сједињене Државе
Анабаптистички Хутерити су се бавили заједничком пољопривредом од 16. века. Већина њих сада живи у канадским преријама и северним Великим равницама Сједињених Држава, као иу јужном Онтарију у Канади.
Западна Канада је донедавно имала централизовани одбор за пшеницу где су фармери обично били обавезни да продају своју пшеницу провинцији која је продавала производ по високој заједничкој цени. Онтарио тренутно има одбор за млеко који обавезује већину произвођача млека да своје млеко продају покрајини по регулисаном квалитету и цени.
Покрет добровољних колективних фарми започео је 2008. године у Истраживачком троуглу под називом Цроп моб. Идеја се проширила широм Сједињених Држава, а мање од 10 година касније ова посебна врста случајне, спонтане, колективне пољопривреде вођене друштвеним медијима је пријављена на више од 70 места.

## У популарној култури
У телушком филму Среекарам из 2021., главни протагониста подстиче људе да се баве земљорадњом у заједници.
Совјетски филм Генерална линија из 1929. приказује Марту и групу сељака који организују колхоз. Филм је почео да се производи као промоција гледишта троцкистичке леве опозиције о колективизацији. Након успона Јосифа Стаљина и протеривања његовог ривала Лава Троцког, у великој мери је ремонтован у простаљинистички филм Старо и ново .
Совјетски украјински филм <i id="mwAlw">Земља</i> из 1930. приказује сељака који охрабрује своје село у Украјинској Совјетској Социјалистичкој Републици да пригрли колективизацију, што они чине након што га убију кулаци.